# Taranto Football Club 1927
O Taranto Sport é um clube de futebol italiano da cidade de Taranto que disputa a Serie C.

## História
O clube foi fundado em 1927.
Na temporada 2024/25 o Taranto foi impedido de disputar a Serie C por problemas financeiros.